# Тартумаа
Та́ртумаа (эст. Tartumaa) или Та́ртуский уе́зд (эст. Tartu maakond) — один из 15 уездов Эстонии. Административный центр — город Тарту. В состав уезда входят 8 самоуправлений: 1 город-муниципалитет и 7 волостей.

## География
Через Тартуский уезд протекает река Эмайыги, которая соединяет Чудское озеро и озеро Выртсъярв и делит уезд на две части. Для природы Тартумаа характерны болотистые низины и холмистые равнины, пересекаемые долинами. Заповедники (заболоченные земли и девственные леса) занимают более десятой части территории уезда. Практически в центре уезда расположен административный центр Тарту — второй по величине город Эстонии.
Площадь уезда — 3348,83 км².

## Муниципалитеты
В состав уезда входят 8 самоуправлений:
- город-муниципалитет: Тарту
- волости:

Камбья
Кастре
Луунья
Ныо
Пейпсияэре
Тарту (волость); включая 2 внутриволостных города — Элва и Калласте.
Элва

Муниципалитеты уезда Тартумаа до 2017 года

До административно-территориальной реформы 2017 года в составе уезда было 22 самоуправления: 3 города и 19 волостей.

Города:
- Элва
- Калласте
- Тарту

Волости:
- Алатскиви
- Вара
- Вынну
- Камбья
- Конгута
- Лаэва
- Луунья
- Меэкси
- Мякса
- Ныо
- Пейпсияэре
- Пийриссааре
- Пухья
- Ранну
- Рынгу
- Тарту
- Тяхтвере
- Хааслава
- Юленурме

## Символика
Герб Тартумаа был утверждён государственным старейшиной Константином Пятсом 5 февраля 1937 года. Зарегистрирован 25 сентября 1996 года.
На сине-зелёном щите (синий PMS 285 С, зелёный PMS 355 С) с наклонным делением слева направо идёт серебряная волнистая перевязь с двумя синими волнистыми полосами. На верхнем синем поле эмблема в виде шестиконечной золотой звезды, на нижнем зелёном поле золотая дубовая ветвь с тремя листьями и двумя желудями. Серебряная и синяя полосы символизируют реку Эмайыги; звезда — Тартуский университет, дубовая ветвь — традиции и культуру Эстонии.
Флаг был зарегистрирован 25 сентября 1996 года. Состоит из двух горизонтальных полос одинаковой ширины: верхняя — белого цвета, нижняя — зелёного. В центре белой полосы расположен герб уезда. Соотношение ширины флага к длине составляет 7:11, стандартный размер — 105×165 см.

## Население
По состоянию на 1 января 2024 году в уезде проживали 164 460 человек. Это второй по численности уезд Эстонии после уезда Харьюмаа. Плотность населения составила 49,11 чел/км².
В уезде преобладает эстонское население, но имеется также и значительное русскоязычное меньшинство. По данным переписи населения 2021 года эстонцы составляли 84,6 % населения (в том числе в городе Тарту 80,1 %), русские — 10,4 %, украинцы — 1,0 %, финны — 0,7 %, и прочие — 3,3 % (белорусы, латыши, немцы, татары, литовцы и др.). В 2021 году доля эстонцев в уезде была 82,7 % (в том числе в Тарту — 79,0 %), русских — 13,8 %, украинцев — 1,0 %, финнов — 1,0 %, прочие национальности — 4,2 %. 
По состоянию на 1 января 2022 года численность населения уезда составила 157 758 человек, из них 82 282 — женщины и 75 476 — мужчин.
Число жителей Тартумаа на 1 января каждого года по данным Департамента статистики:
| 2018    | 2019      | 2020      | 2021      | 2022      | 2023      | 2024      |
| ------- | --------- | --------- | --------- | --------- | --------- | --------- |
| 151 122 | ↗ 152 977 | ↗ 153 317 | ↗ 153 912 | ↗ 157 758 | ↗ 162 390 | ↗ 164 460 |

## История
В период пребывания эстонских земель в составе Российской империи уезд находился в административных границах Лифляндской губернии и до 1893 года назывался Дерптский уезд. Дерптский уезд был переименован в Юрьевский Указом императора Александра III от 14 января 1893 года. С марта 1917 года уезд входил в состав автономной Эстляндской губернии, а в 1918—1940 годы являлся частью территории независимой Эстонской республики и носил эстонское название Тартуский уезд.

## Промышленность и транспорт
Типичная продукция Тартуского уезда — продовольственные продукты, мебель, одежда, изделия из пластмассы и строительные материалы. Основанное на интенсивных знаниях производство имеет некоторый потенциал развития благодаря университетам в городе Тарту.

## Главные достопримечательности
- Старый город Тарту
- Тартуский университет
- Тартуская обсерватория
- Скульптура «Вячко и Меэлис при обороне Юрьева»
- Скульптура «Оскар Уайльд и Эдуард Вильде»
- Мыза Алацкиви (Алатскиви)
- Мыза Мексгоф (Мякса)
- Мыза Садиерв (Саадъярве)
- Железнодорожный вокзал Элва
- Выннуская церковь прихода Святого Иакова, одна самых больших сельских церквей Эстонии и одна из старейших церквей Тартумаа
- Церковь Святого Мартина в Камбья, одна из крупнейших сельских церквей Южной Эстонии
- Лютеранская церковь Святого Лаврентия в Ныо
- Церковь Алатскиви
- Церковь Архангела Михаила в Кодавере
- Храм Покрова Святой Богородицы в деревне Нина
- Старообрядческая церковь в Калласте

## Галерея

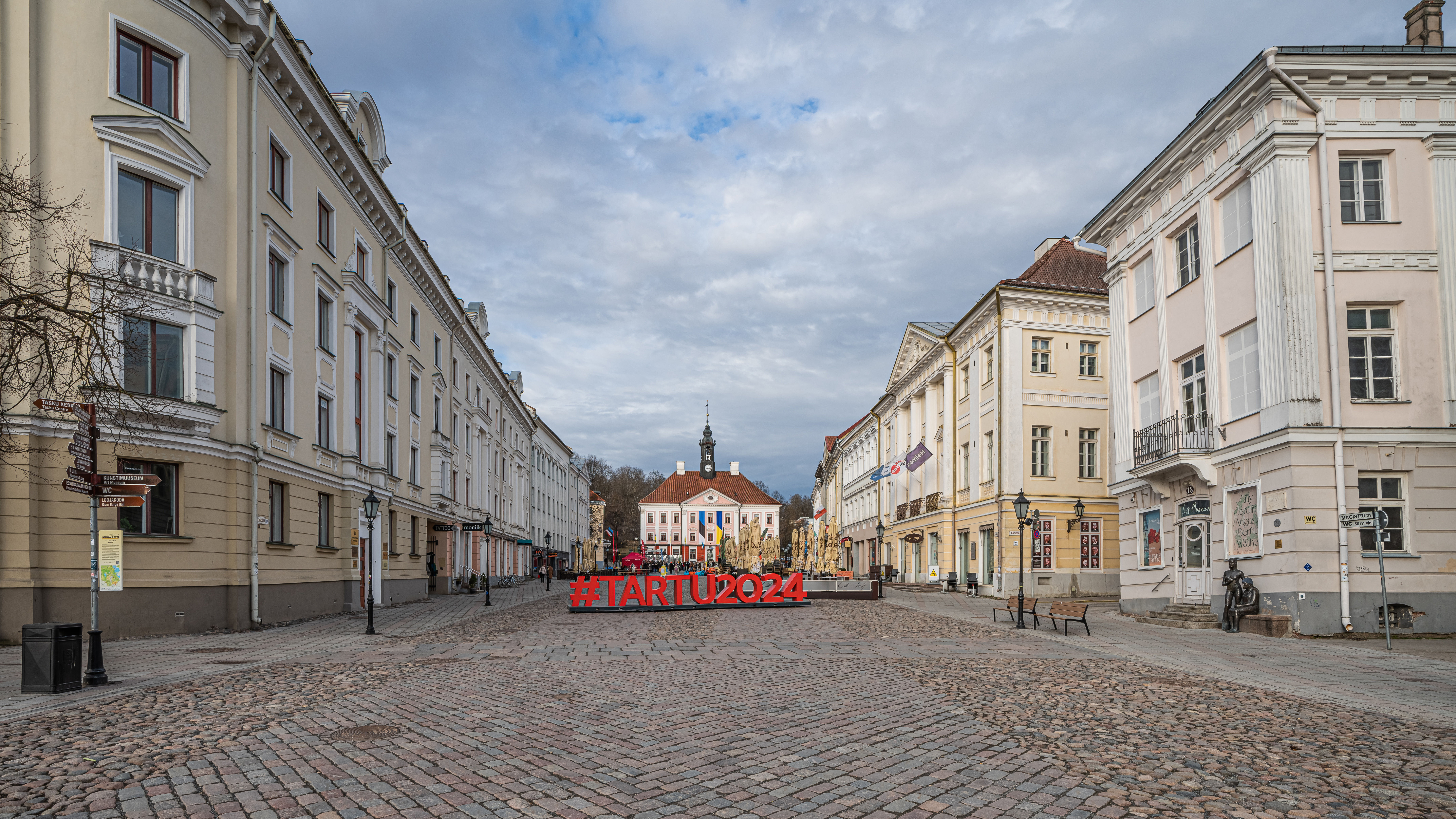
Ратушная площадь в Тарту
«Вячко и Меэлис при обороне Юрьева» (в 1972 году в Кадриорге)
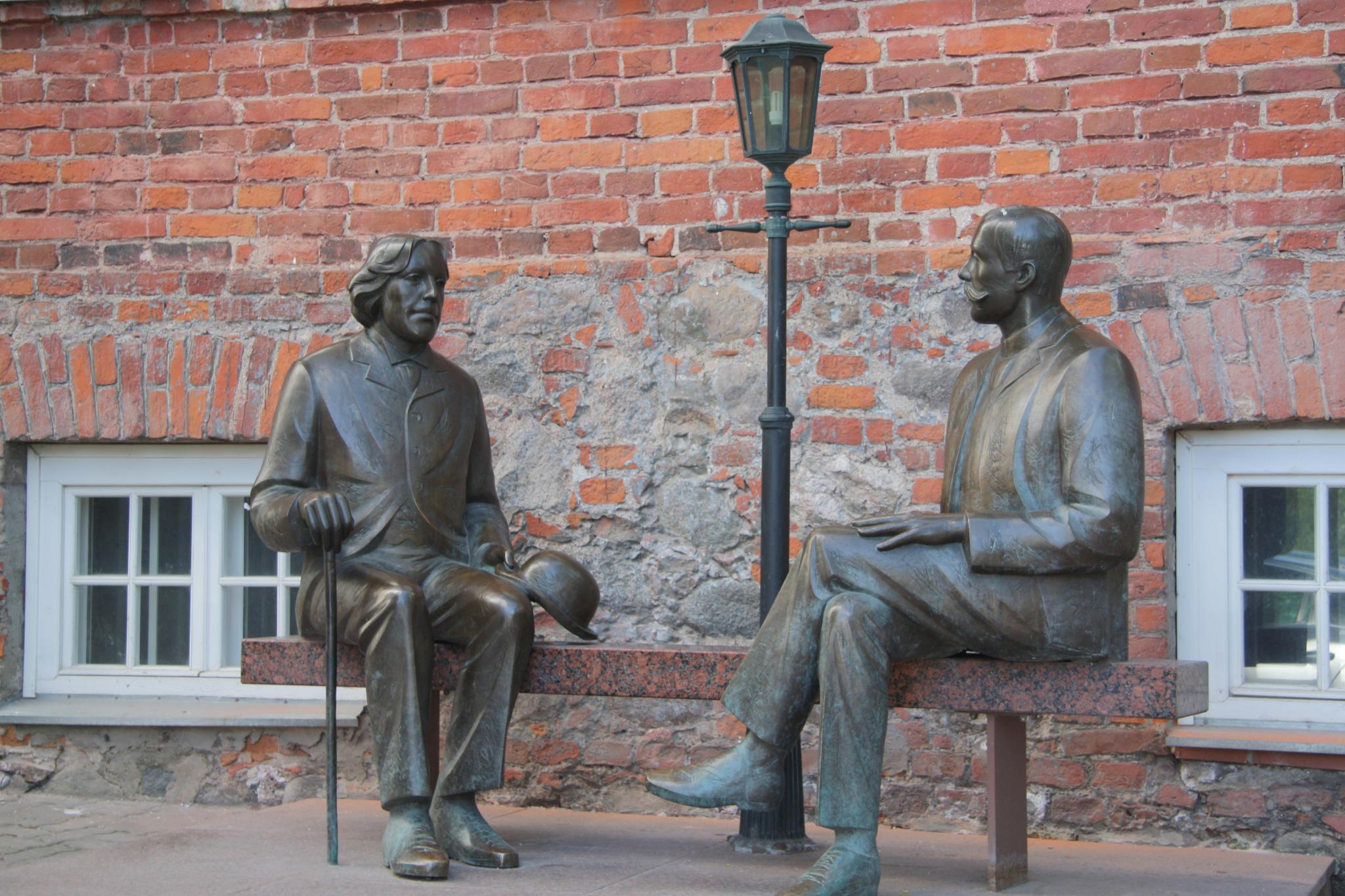
«Оскар Уайльд и Эдуард Вильде»
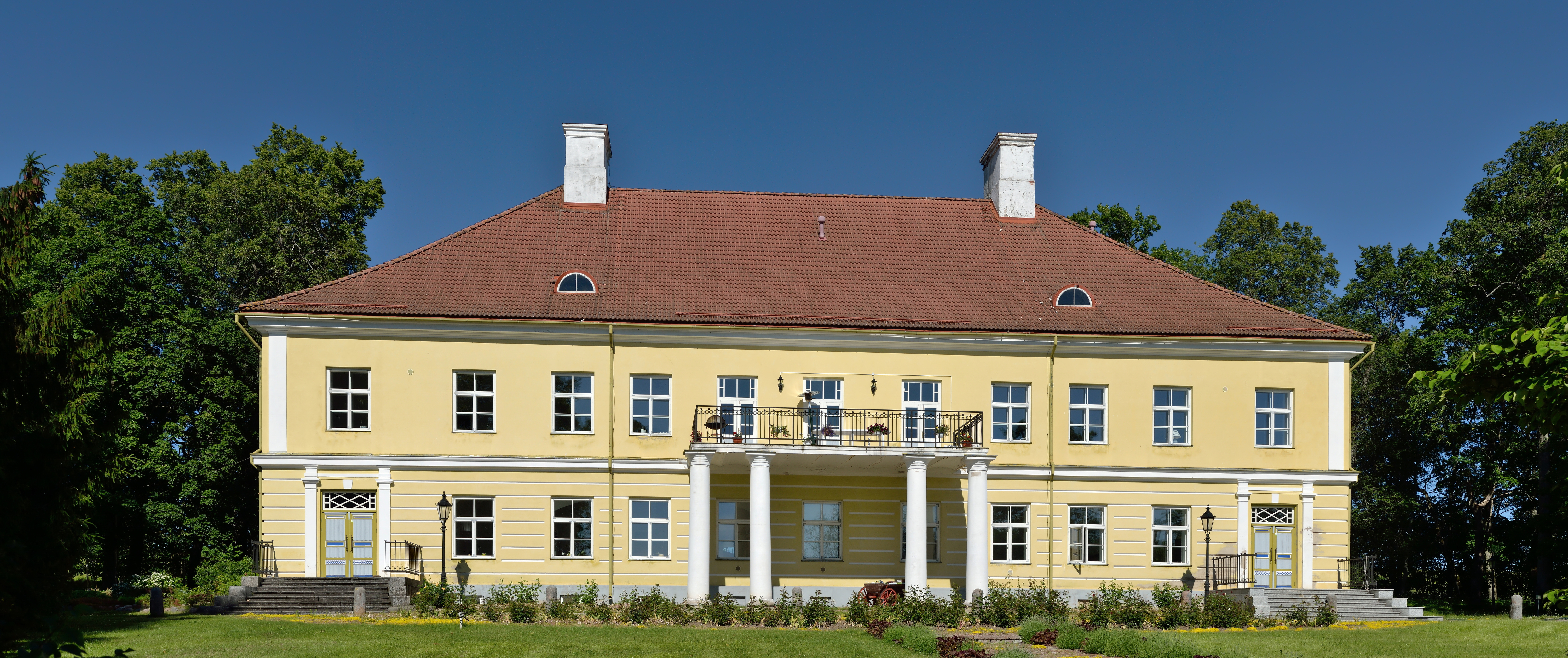
Главное здание мызы Садиерв (Саадъярве)
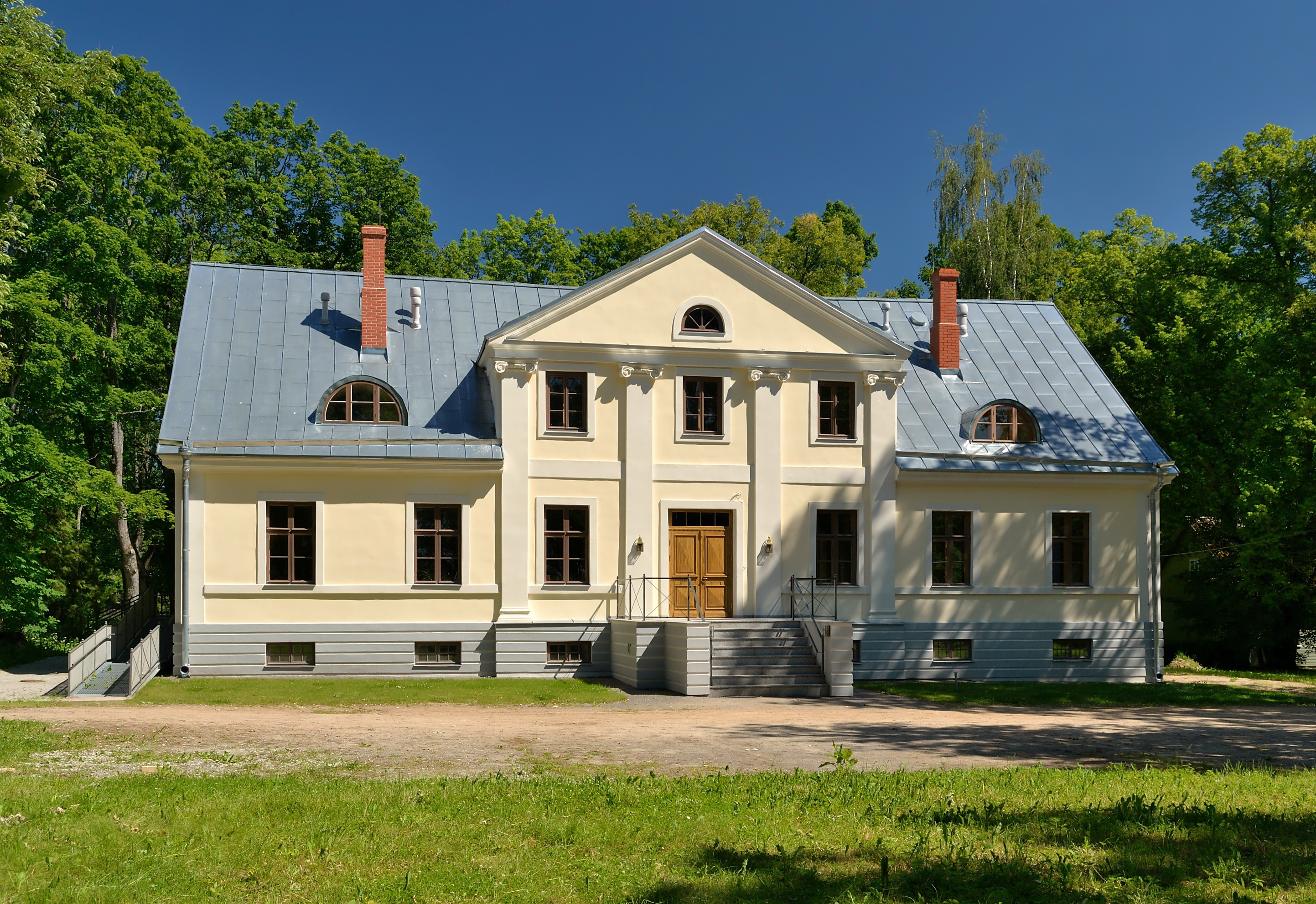
Главное здание мызы Таммист (Таммисту)
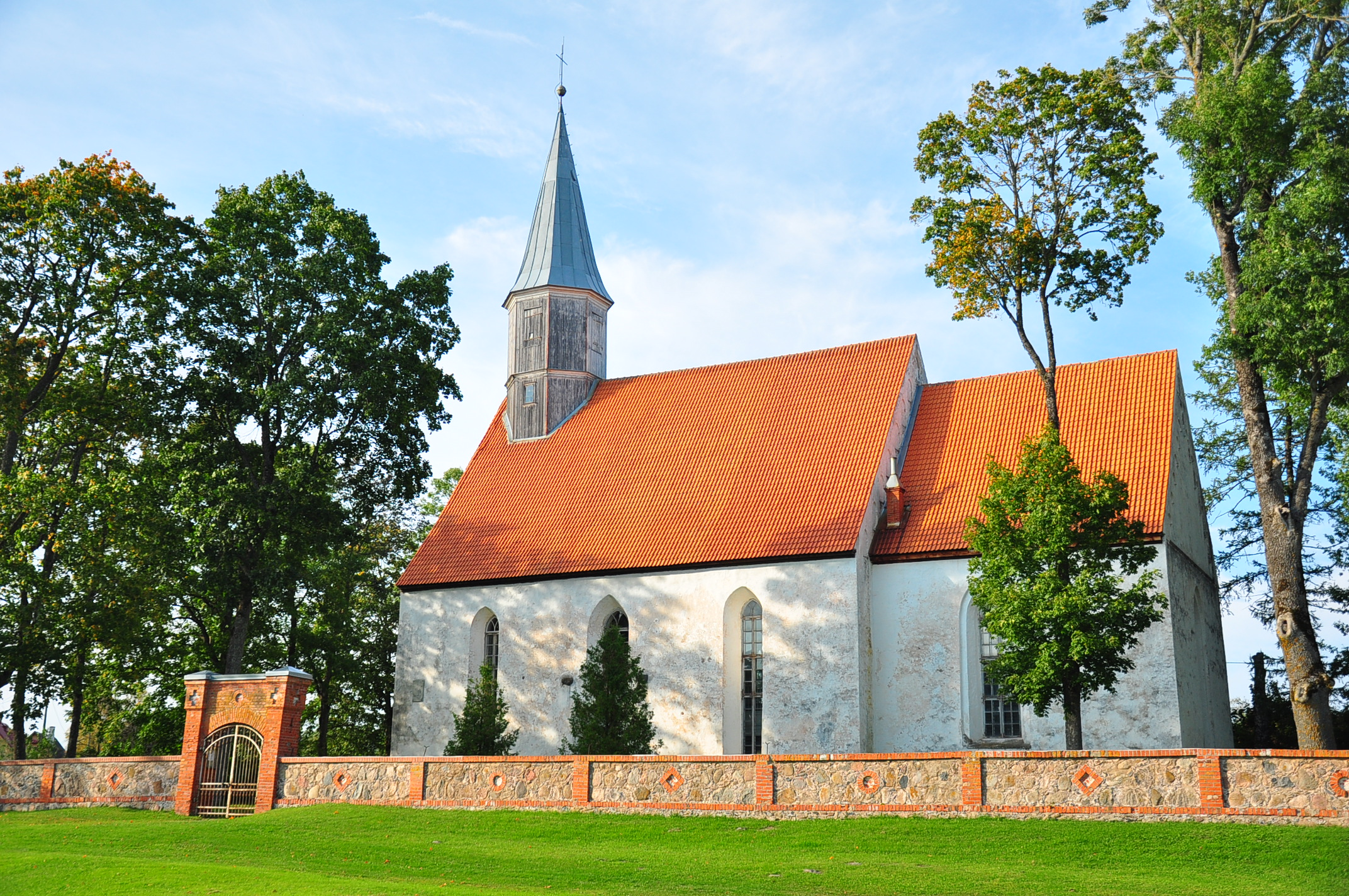
Церковь Святого Лаврентия в Ныо
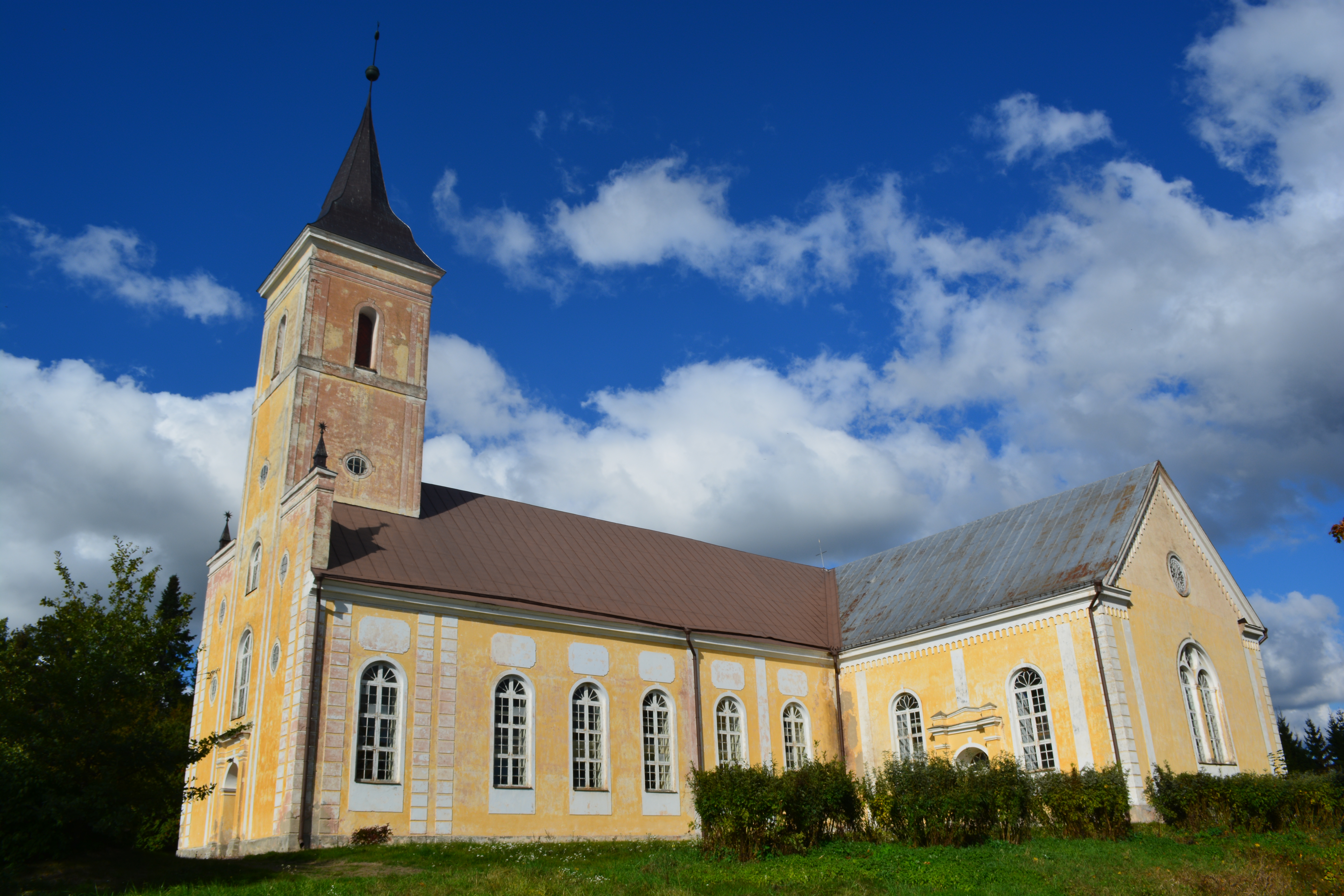
Церковь Вынну
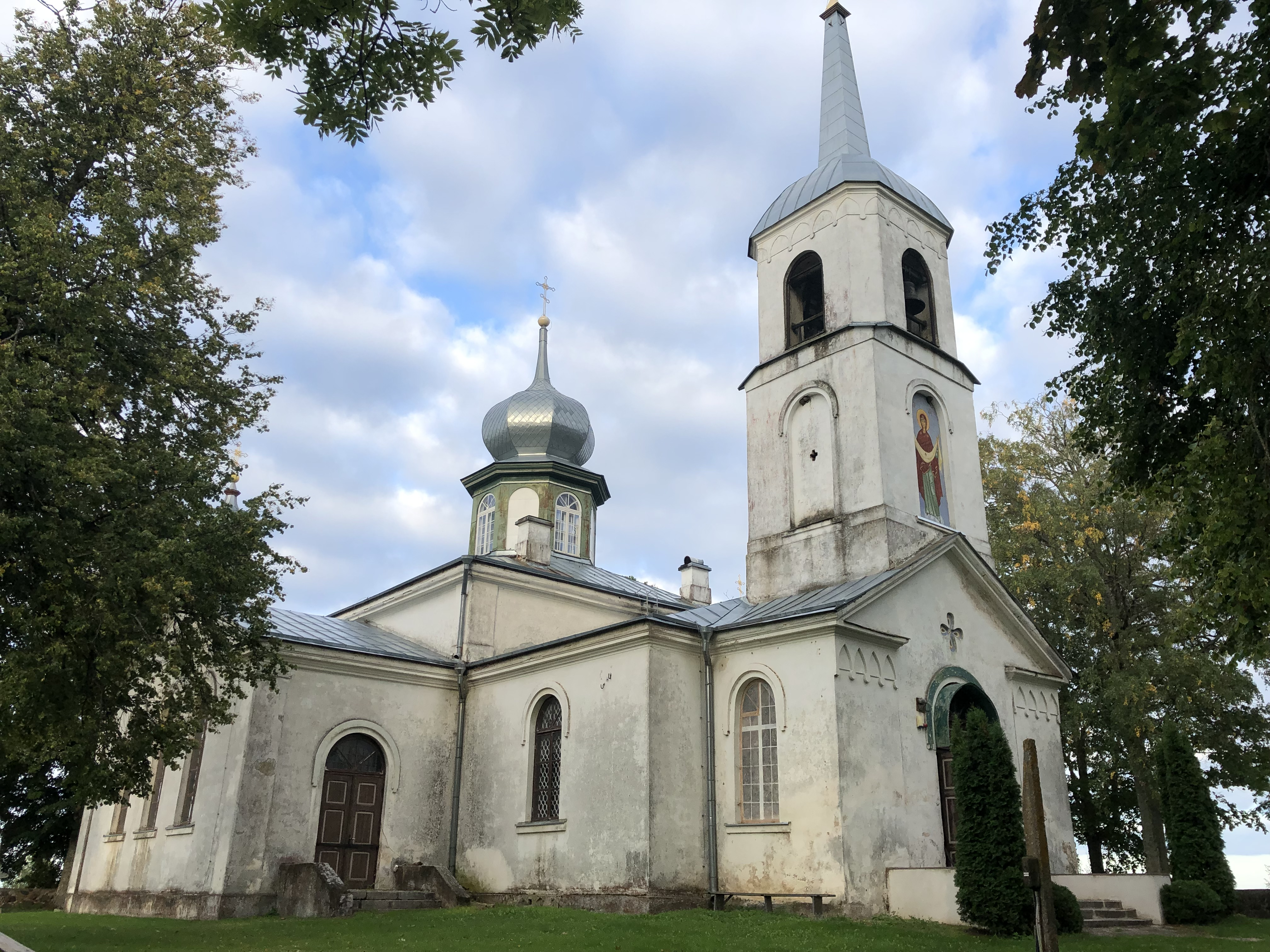
Храм Покрова Святой Богородицы в Нина
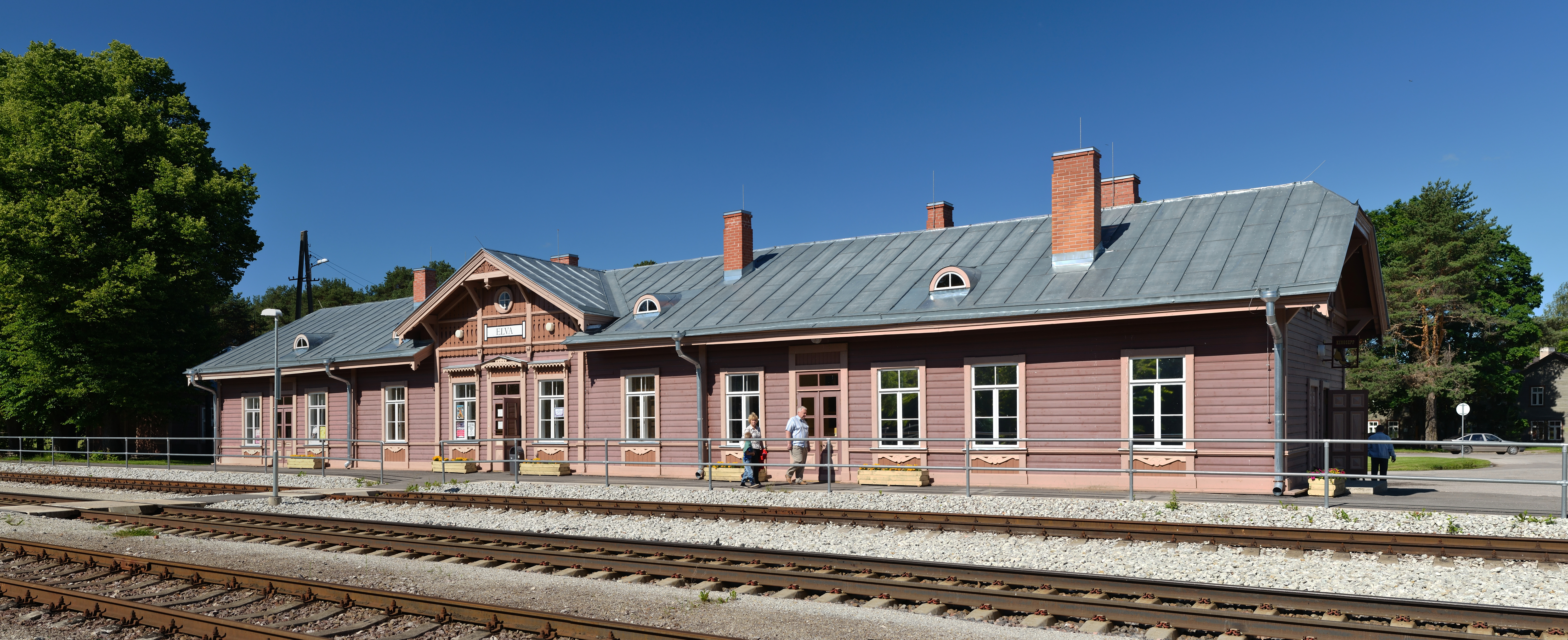
Железнодорожный вокзал Элва

## Известные уроженцы
- Йоханнес Лест (1899—1976) — эстонский лыжник и педагог[7].
- Ханс Роозипуу (1931—2017) — эстонский кинорежиссёр-документалист.